# Лопарево
Ло́парево (рос. Лопарево) — село у складі Мокроусовського округу Курганської області, Росія.
Населення — 256 осіб (2010, 287 у 2002).
Національний склад станом на 2002 рік:
- росіяни — 94 %